# Leonidas Pirgos
Leonidas Pirgos (gr. Λεωνίδας Πύργος, ur. 1874 w Mandinii, zm. ?) – grecki szermierz, złoty medalista olimpijski.
W 1896 na igrzyskach olimpijskich w Atenach zwyciężył w turnieju florecistów (zawodowców), stając się pierwszym w nowożytnej historii mistrzem olimpijskim. W turnieju wzięło udział tylko dwóch zawodników: Pirgos i Francuz Jean Maurice Perronet. Walka finałowa trwała do trzech trafień. Po zaciętym pojedynku Pirgos wygrał 3-1. Był to jego jedyny start olimpijski.